# علیرضا پهلوی (یکم)
علیرضا پهلوی (۱۲ فروردین ۱۳۰۱ – ۲۵ مهر ۱۳۳۳) از اعضای خانواده پهلوی و وارث مقدر تخت پادشاهی ایران تا زمان مرگش بود. او دومین پسر و پنجمین و آخرین فرزند رضاشاه و تاج‌الملوک آیرملو بود.
او تنها برادر تنی محمدرضا پهلوی بود و در زمان تولدش، پدرش در سمت وزیر جنگ فعالیت می‌کرد.
شاه در آن زمان پسری نداشت، و پنج برادر ناتنی او پسران شاهزادگان قاجاری بودند که بر اساس قانون اساسی از جانشینی سلطنت محروم بودند. بنا به گفته پرویز خسروانی او شجاع ترین پسر رضاشاه و مردی خودساخته بود که چندی قبل از مرگ خود، ساده زیستی را پیشه کرده بود تا جایی که خودش پشت تراکتور می‌نشست و راضی نبود از بودجه کشور، زندگی خود را بگذراند.
او مدتی در ایران و سوییس تحصیل کرد و در ۱۹ اردیبهشت ۱۳۱۵ به ایران بازگشت و وارد دانشکده افسری شد. او در سال ۱۳۲۰ از این دانشکده فارغ‌التحصیل شد و به همراه پدر به تبعیدگاهش در موریس رفت و تا زمان مرگ رضاشاه در کنار او بود.

## تحصیلات و ازدواج
او در سال ۱۳۲۳ وارد ارتش فرانسه شد و تا سال ۱۳۲۶ در آنجا خدمت کرد و سپس به ایران بازگشت. علیرضا در ایام خدمت در فرانسه با بیوه ای فرانسوی لهستانی‌تبار به نام کریستین شولوسکی ازدواج کرد. او نوه آندره-لویی شولوسکی، ریاضیدان فرانسوی و واضع تجزیه چولیسکای بود. او زنی زیبا بود و جایزه اول زیباترین ساق پا را در دوویل از مارلنه دیتریش دریافت کرده بود. و فرزند چهار سالهٔ او کریستیان پهلوی را به فرزند خواندگی قبول کرد و نام فامیل خود را بر او نهاد. علیرضا از کریستین صاحب پسری به نام علی پاتریک پهلوی هم شد، ولی دربار ایران این ازدواج را به رسمیت نشناخت و بنابراین همسر و فرزند شاهپور علیرضا در پاریس زندگی می‌کردند.

## فعالیت‌ها
علیرضا پهلوی که نسبت به بی عملی مرددانه برادرش در برابر وقایع رخ داده در دولت محمد مصدق ناخرسند بود، «فداییان شاه» را تأسیس کرد. او برخلاف برادرانش در هسته عناصر فعال حامی شاه در برخورد مؤثر با مصدق فعال بود و آماده بود تا ضربه ای کاری به حکومت مصدق بزند. او نقشی کلیدی در سازماندهی وقایع ۹ اسفند ۱۳۳۱ با فراخوانی و بسیج سران اوباش از جمله طیب حاج رضایی، حسین اسماعیل پور (رمضون یخی)، و شعبان جعفری داشت. همه کسانی که بسیج شدند تا در این روز علیه مصدق و به هواداری شاه تظاهرات کنند در ۲۸ مرداد نیز نقش‌های مشابهی ایفا کردند.
در ۳۰ آبان ۱۳۳۲، علیرضا پهلوی به سمت ریاست انجمن ورزشی ارتش منصوب شد.

## مرگ
علیرضا پهلوی در ۲۵ مهر ۱۳۳۳ در یک سانحهٔ هوایی کشته شد. او در کوه‌های اطراف روستایی در استان مازندران به نام یاسل از توابع بلده سقوط کرد و جان خود را از دست داد. محل دفن وی، مانند محل دفن پدرش، نامعلوم است. عده‌ای می‌گویند شاه دو روز قبل از خروج از ایران، یعنی در ۲۴ دی ۱۳۵۷ جسد آن‌ها را از تهران به مسجد رفاعی قاهره (جایی که قبر خود شاه در آنجا است) منتقل کرد. عده‌ای دیگر می‌گویند که جسد آن‌ها در آرامگاه واقع در حرم شاه عبدالعظیم ری ماند و در تخریب قبر، زیر آوار گم شد.

## رویدادهای پس از مرگ
مرگ او ایران را بی ولیعهد کرد. پسر هفت ساله او علی پاتریک از گزینه‌های ولیعهدی ایران تلقی می‌شد. مادرش او را به فرانسه برده بود تا آن طور که صلاح می‌داند بزرگ کند. اما شاه اصرار داشت او در سوئیس تحصیل کند.
علی پاتریک را به ایران آوردند و تحت سرپرستی دربار قرار دادند. پس از اینکه دوست او بهمن حجت کاشانی و همسر وی کاترین عدل (دختر یحیی عدل) در درگیری با ساواک کشته شدند، او نیز مدتی زندانی شد ولی با پا در میانی مادر بزرگش تاج‌الملوک آیرملو آزاد شد. او پنج سال پس از انقلاب به فرانسه رفت و مدتی با تنگدستی در فرانسه زیست و مدتی خانه به دوش بود. پس از آن به سوییس رفت و اکنون با پسرش زندگی می‌کند. او تحصیلات روان‌شناسی دارد.
پسرخواندهٔ علیرضا، کریستیان، پس از پایان تحصیلات متوسطه به مطالعهٔ علوم سیاسی پرداخت و به اخذ دکترا در این رشته از مؤسسهٔ علوم سیاسی پاریس نائل آمد. وی آنگاه به ایران بازگشت و به تدریس در دانشگاه همدان مشغول شد. وقوع انقلاب اسلامی در ایران، وی را مجبور به ترک این کشور کرد. کریستیَن پهلوی از آن پس تا هنگام بازنشستگی به مدت سی سال به روزنامه‌نگاری پرداخت و سال‌ها دبیر هیئت تحریریهٔ روزنامهٔ نیس ماتن بود. کریستیان پهلوی کتاب باتلاق آیت‌الله‌ها را در آوریل ۲۰۱۵ با همکاری فرزند خود، پی‌یر پهلوی، دربارهٔ چگونگی و علل برآمدن و پیروزی انقلاب ایران منتشر کرد. در سال ۲۰۱۶ این کتاب جایزه دیان پوتیه بوئس از سوی آکادمی فرانسه را دریافت کرد. کریستیان پهلوی همچنین خاطرات خود را با عنوان «دانه‌های ساعت شنی» منتشر کرده‌است.

## نگارخانه

علیرضا پهلوی
از راست رضاشاه، شمس پهلوی، و علیرضا پهلوی (یکم) در ژوهانسبورگ
علیرضا و محمدرضاشاه پهلوی
علیرضا پهلوی، با درجهٔ سروانی